# Crenimugil heterocheilos
Crenimugil heterocheilos és una espècie de peix de la família dels mugílids i de l'ordre dels mugiliformes.

## Morfologia
- Els mascles poden assolir 50 cm de longitud total.[3][4]

## Reproducció
És ovípar i els ous pelàgics.

## Hàbitat
És un peix de clima tropical i demersal.

## Distribució geogràfica
Es troba a Austràlia, Indonèsia, el Japó (incloent-hi les Illes Ryukyu), Nova Caledònia, Palau, Papua Nova Guinea, les Filipines, Tailàndia i Vanuatu.

## Observacions
És inofensiu per als humans.